# Res no tornarà a ser com abans
Res no tornarà a ser com abans és un telefilm de 2015 dirigit per Carol López, adaptació de l'obra teatral homònima de la mateixa autora, i protagonitzat per Dolo Beltrán, Andrés Herrera, Olalla Moreno i Andrew Tarbet. L'any 2018 la pel·lícula va estar nominada al Gaudí a la millor pel·lícula per a televisió, tot i que l'estatueta se la va endur La llum d'Elna, de Sílvia Quer.

## Argument
La Dolo és cantant, i és la parella de l'Andrés, que treballa amb l'Andrew, el seu amic estatunidenc que va traslladar-se a Barcelona per amor a la seva parella, l'Olalla, professora en una escola infantil. Tots quatre amics entrecreuen les seves vides per parlar de la felicitat i la infelicitat, de secrets, de desitjos, de traïcions, de relacions de parella, de fills, d'allò que no volem, de pors, de crisis, de contradiccions, i de què significa "casa".

## Repartiment
- Dolo Beltrán: Dolo, parella de l'Andrés
- Andrés Herrera: Andrés, parella de la Dolo
- Olalla Moreno: Olalla, parella de l'Andrew
- Andrew Tarbet: Andrew, parella de l'Olalla
- Chantal Aimée: Chantal, exdona de l'Andrés
- Carles Cruces: "Pingui", pare del Nil
- Amparo Fernández: Domi, persona que neteja l'oficina de l'Andrés i l'Andrew
- Gloria Sirvent: professora de l'escola on treballa l'Olalla
- Carla Schilt: Clàudia, filla de l'Andrés i la Chantal
- Noah Expósito: Bruno, fill de l'Olalla i l'Andrew
- Gael Cárdenas: Nil, un dels nens de l'escola
- Anna Rua: Clara